# (7149) Bernie
(7149) Bernie (3220 T-3) – planetoida z grupy pasa głównego asteroid okrążająca Słońce w ciągu 5,56 lat w średniej odległości 3,14 j.a. Odkryta 16 października 1977 roku.